# Feunnec et ses évolutions
Feunnec est une espèce de Pokémon de type feu apparue pour la première fois dans Pokémon X et Y. Il s'agit du starter de type feu de la sixième génération. En cas de fatigue, il grignote des rameaux pour recharger ses batteries. Ses oreilles dégagent une chaleur qui dépasse les 200 °C.

## Création
La franchise Pokémon, développée par Game Freak pour Nintendo et introduite au Japon en 1996, tourne autour du concept de capture et d'entraînement de 150 espèces de créatures appelées Pokémon, afin de les utiliser pour combattre des Pokémon sauvages et ceux d'autres dresseurs Pokémon, qu'il s'agisse de personnages non-joueurs ou d'autres joueurs humains. La puissance des Pokémon au combat est déterminée par leurs statistiques d'attaque, de défense et de vitesse et ils peuvent apprendre de nouvelles capacités en accumulant des points d'expérience ou si leur dresseur leur donne certains objets.

### Conception graphique
Les développeurs du jeu ont indiqués que le Pokémon de départ de type feu était inspiré du renard .

### Étymologie
Nintendo choisit de donner aux Pokémon des noms « astucieux et descriptifs », liés à l'apparence ou aux pouvoirs des créatures, lors de la traduction des jeux ; il s'agit d'un moyen de rendre les personnages plus compréhensibles pour les enfants, notamment américains.

## Description
Feunnec est un Pokémon de type Feu. Dans les jeux, il évolue en Roussil au niveau 16 puis en Goupelin au niveau 36. Lors de sa première forme, Feunnec est qualifié comme Pokémon renard. Il est de type feu, pèse 9,4 kg et mesure 40 cm. En cas de coup de fatigue, il grignote des rameaux pour recharger ses batteries. Ses oreilles dégagent une chaleur qui dépasse les 200 degrès. Son pelage est jaune sauf sur le bas de sa tête où il est blanc. Il possède aussi deux tourfes de poils logées dans ses oreilles qui rappellent des flammes. Lors de sa deuxième forme, Roussil est califié dans le pokédex comme Pokémon renard. Il est de type feu, pèse 14,5 kg et mesure 1 m. Il allume la branche plantée dans sa queue en la frottant contre son pelage et s'en sert au combat. Roussil se tient debout. Son pelage est blanc sur ses joues, derrière sa tête, sur son buste et sur ses bras. Le pelage qu'il a sur ses jambes est noir. Il a une truffe orange et des yeux rouges. le bout de sa queue et les deux touffes de ses oreilles sont orange.

### Feunnec
Feunnec est le Pokémon de départ de type feu proposé au début de la région Kalos par le Professeur Platane à Illumis. Dans la série animée, Serena choisit Feunnec comme Pokémon de départ.
Feunnec possède des oreilles d'une grande chaleur, qui peuvent tenir les adversaires à distance.

### Goupelin
Goupelin ressemble à un renard qui se tient debout sur ses pattes arrière. Ses grands poils rouge (couleur feu) sortent de ses oreilles et le reste de son pelage forme une sorte de robe de sorcier. Il se sert de son bout de bois avec une flamme au bout pour attaquer. Il est le troisième Pokémon à être de double type Feu et Psy, à l'instar de Victini et de Darumacho en Mode Transe.

## Apparitions

### Jeux vidéo
Feunnec, Roussil et Goupelin apparaissent dans série de jeux vidéo Pokémon. D'abord en japonais, puis traduits en plusieurs autres langues, ces jeux ont été vendus à plus de 200 millions d'exemplaires à travers le monde.

### Série télévisée et films
La série télévisée Pokémon ainsi que les films sont des aventures séparées de la plupart des autres versions de Pokémon et mettent en scène Sacha en tant que personnage principal. Sacha et ses compagnons voyagent à travers le monde Pokémon en combattant d'autres dresseurs Pokémon.

## Réception
Pour la Coupe du monde de football de 2014, Feunnec et d'autres Pokémon deviennent les mascottes officielles de l'équipe du Japon de football.